# ジャーメイン・ダイ
ジャーメイン・テレル・ダイ（Jermaine Terrell Dye, 1974年1月28日 - ）は、アメリカ合衆国カリフォルニア州オークランド出身の元プロ野球選手（外野手）。右投右打。

## 経歴

### プロ入り前
1992年のMLBドラフト43巡目（全体1210位）でテキサス・レンジャーズから指名されたが、契約せずにコサムネスリバー・カレッジへ進学した。

### プロ入りとブレーブス時代
1993年のMLBドラフト17巡目（全体488位）でアトランタ・ブレーブスから指名され、プロ入り。
1996年にデビッド・ジャスティスの右肩の故障に伴ってメジャー昇格を果たし、5月17日のシンシナティ・レッズ戦でメジャーデビュー。アトランタ移転後の球団史上初の快挙となる初打席初本塁打を記録した。この年98試合に出場し、打率.281、12本塁打を記録した。新人王の投票で6位に入ったが、ポストシーズンは15試合に出場し打率.179と低迷。チームはワールドシリーズでニューヨーク・ヤンキースに敗れた。

### ロイヤルズ時代
1997年3月27日にマイケル・タッカーとキース・ロックハートとの2対2のトレードで、ジェイミー・ウォーカーと共にカンザスシティ・ロイヤルズへ移籍した。移籍1年目の1997年、開幕戦からロースター入りを果たしたが、4月17日から5月3日、7月3日から8月13日の2回、故障者リスト入りし、5月18日から6月17日にかけてはAAA級オマハ・ロイヤルズに降格した。出場試合数が75で打率.236に終わった。翌1998年も怪我に泣かされて60試合に出場し、打率.234だった。
ジェフ・コーナインの移籍に伴い、スプリングトレーニング中のプレシーズン・ゲームでは右翼手として先発出場し、結果を残した。1999年のレギュラーシーズンは158試合に出場し、打率.294、チーム最多の119打点と27本塁打を記録した。守備では外野手として球団新記録となる17補殺を記録。
2000年は打率.321、33本塁打、118打点の好成績を残した。4月、打率.388、11本塁打、28打点を記録して初めてプレイヤー・オブ・ザ・マンスを受賞した。オールスターの投票数がアメリカンリーグ外野手部門でバーニー・ウィリアムスの1,568,209票に次ぐ1,486,448票を集め初選出となった。8月20日、球団史上9人しか達成していない30本塁打を球団最速で到達した。守備でも初のゴールドグラブ賞を獲得した。

### アスレチックス時代
2001年7月25日に三角トレードで、コロラド・ロッキーズを経てオークランド・アスレチックスへ移籍した（トレードの内訳：ダイがロイヤルズ→アスレチックス。ホセ・オーティズ、マリオ・エンカーナシオン、トッド・ベリッツの三人がアスレチックス→ロッキーズ。ネイフィ・ペレスがロッキーズ→ロイヤルズ）。8月に打率.330、7本塁打、32打点を記録し2回目の月間MVPを受賞し、8月25日から9月18日にかけて16試合連続安打を記録した。その年のポストシーズンでは自打球を当てて腓骨を骨折し、2002年開幕戦を故障者リスト入りで迎え、4月26日にメジャー復帰した。131試合に出場して打率.252を記録した。
2003年、怪我のため出場試合数が65に留まり、4本塁打、20打点を記録し、打率.172は打席数が200以上の選手の中ではこの年のメジャーワースト、球団史上ワースト2位の低打率だった。

### ホワイトソックス時代
2004年のシーズン終了後にFAでシカゴ・ホワイトソックスへ2年総額1,015万ドルで移籍した。2005年、31本塁打を記録し、5年ぶりに30本塁打に達した。自身2度目のワールドシリーズでは16打数7安打・打率.438の活躍でMVPにも選出され、チームの88年ぶりのワールドシリーズ制覇に貢献した。
2006年、ア・リーグ2位の44本塁打、同5位の120打点を記録し、この2部門で自己最高を更新した。打率.315もキャリア2番目の高打率、特に得点圏では打率.351を記録した。右腕・左腕も共に打率3割台と打ち分け、同地区のミネソタ・ツインズ戦で打率.354・14本塁打をたたき出すなどチームを牽引。シーズンMVP投票で5位に入り、シルバースラッガー賞を初めて受賞した。しかし、2007年は前年の大活躍から一転、大不振に陥り、オールスターまでの打率は.214に止まった。しかし、オールスター以降の残りの試合で打率.298・16本塁打・39打点と別人のごとく打ち、8月11日、2年総額2,200万ドル（3年目の2010年はオプション）で契約延長した。
2008年は再び調子を取り戻し、打率.292、34本塁打、96打点を記録し、中軸打者としての役割を果たした。しかし一方で、得点圏打率が.269に止まり、本塁打も34本中24本がソロ本塁打など、チャンスであまり結果を残せず、それに伴って打点も100を僅かに下回った。
2009年オフ、FAとなり他球団からのオファーもあったが、条件面で折り合いがつかず、2010年はどこにも所属せずプレーしなかった。
2011年3月31日、現役引退を表明した。

## 選手としての特徴

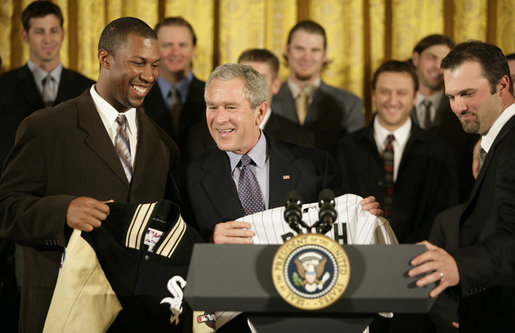
ホワイトソックスの選手の一員としてジョージ・W・ブッシュ大統領（中央）に面会したダイ（左）

シルバースラッガー賞とゴールドグラブ賞をそれぞれ一回ずつ受賞しており、走攻守揃ったオールラウンドプレイヤーである。同じ年にデビューしたアンドリュー・ジョーンズとは似たタイプのプレイヤーとしてしばしば比較されてきた。
打撃フォームを崩されてもスタンドまでボールを運ぶパワーを持つ。2005年のワールドシリーズのように固め打ちも多く、好調時は手がつけられない。守備でもずば抜けた強肩と足を生かした広い守備範囲を持つ。

## 詳細情報

### 年度別打撃成績
| 年 度     | 球 団     | 試 合 | 打 席 | 打 数 | 得 点 | 安 打 | 二 塁 打 | 三 塁 打 | 本 塁 打 | 塁 打 | 打 点 | 盗 塁 | 盗 塁 死 | 犠 打 | 犠 飛 | 四 球 | 敬 遠 | 死 球 | 三 振 | 併 殺 打 | 打 率 | 出 塁 率 | 長 打 率 | O P S |
| --------- | --------- | ----- | ----- | ----- | ----- | ----- | -------- | -------- | -------- | ----- | ----- | ----- | -------- | ----- | ----- | ----- | ----- | ----- | ----- | -------- | ----- | -------- | -------- | ----- |
| 1996      | ATL       | 98    | 306   | 292   | 32    | 82    | 16       | 0        | 12       | 134   | 37    | 1     | 4        | 0     | 3     | 8     | 0     | 3     | 67    | 11       | .281  | .304     | .459     | .763  |
| 1997      | KC        | 75    | 283   | 263   | 26    | 62    | 14       | 0        | 7        | 97    | 22    | 2     | 1        | 1     | 1     | 17    | 0     | 1     | 51    | 6        | .236  | .284     | .369     | .653  |
| 1998      | KC        | 60    | 230   | 214   | 24    | 50    | 5        | 1        | 5        | 72    | 23    | 2     | 2        | 0     | 4     | 11    | 2     | 1     | 46    | 8        | .234  | .270     | .336     | .606  |
| 1999      | KC        | 158   | 673   | 608   | 96    | 179   | 44       | 8        | 27       | 320   | 119   | 2     | 3        | 0     | 6     | 58    | 4     | 1     | 119   | 17       | .294  | .354     | .526     | .880  |
| 2000      | KC        | 157   | 679   | 601   | 107   | 193   | 41       | 2        | 33       | 337   | 118   | 0     | 1        | 0     | 6     | 69    | 6     | 3     | 99    | 12       | .321  | .390     | .561     | .951  |
| 2001      | KC        | 97    | 410   | 367   | 50    | 100   | 14       | 0        | 13       | 153   | 47    | 7     | 1        | 1     | 6     | 30    | 3     | 6     | 68    | 2        | .272  | .333     | .417     | .750  |
| 2001      | OAK       | 61    | 265   | 232   | 41    | 69    | 17       | 1        | 13       | 127   | 59    | 2     | 0        | 0     | 5     | 27    | 3     | 1     | 44    | 6        | .297  | .366     | .547     | .913  |
| '01計     | OAK       | 158   | 675   | 599   | 91    | 169   | 31       | 1        | 26       | 280   | 106   | 9     | 1        | 1     | 11    | 57    | 6     | 7     | 112   | 8        | .282  | .346     | .467     | .813  |
| 2002      | OAK       | 131   | 555   | 488   | 74    | 123   | 27       | 1        | 24       | 224   | 86    | 2     | 0        | 0     | 5     | 52    | 2     | 10    | 108   | 15       | .252  | .333     | .459     | .792  |
| 2003      | OAK       | 65    | 253   | 221   | 28    | 38    | 6        | 0        | 4        | 56    | 20    | 1     | 0        | 0     | 4     | 25    | 2     | 3     | 42    | 11       | .172  | .261     | .253     | .514  |
| 2004      | OAK       | 137   | 590   | 532   | 87    | 141   | 29       | 4        | 23       | 247   | 80    | 4     | 2        | 0     | 5     | 49    | 4     | 4     | 128   | 16       | .265  | .329     | .464     | .793  |
| 2005      | CWS       | 145   | 579   | 529   | 74    | 145   | 29       | 2        | 31       | 271   | 86    | 11    | 4        | 0     | 2     | 39    | 3     | 9     | 99    | 15       | .274  | .333     | .512     | .845  |
| 2006      | CWS       | 146   | 611   | 539   | 103   | 170   | 27       | 3        | 44       | 335   | 120   | 7     | 3        | 0     | 7     | 59    | 4     | 6     | 118   | 15       | .315  | .385     | .622     | 1.007 |
| 2007      | CWS       | 138   | 561   | 508   | 68    | 129   | 34       | 0        | 28       | 247   | 78    | 2     | 1        | 0     | 4     | 45    | 2     | 4     | 107   | 17       | .254  | .317     | .486     | .803  |
| 2008      | CWS       | 154   | 645   | 590   | 96    | 172   | 41       | 2        | 34       | 319   | 96    | 3     | 2        | 0     | 5     | 44    | 3     | 6     | 104   | 18       | .292  | .344     | .541     | .885  |
| 2009      | CWS       | 141   | 574   | 503   | 78    | 126   | 19       | 1        | 27       | 228   | 81    | 0     | 2        | 0     | 2     | 64    | 2     | 5     | 108   | 15       | .250  | .340     | .453     | .793  |
| MLB：14年 | MLB：14年 | 1763  | 7214  | 6487  | 984   | 1779  | 363      | 25       | 325      | 3167  | 1072  | 46    | 26       | 2     | 65    | 597   | 40    | 63    | 1308  | 184      | .274  | .338     | .488     | .826  |

### 表彰
- シルバースラッガー賞：1回（2006年）
- ゴールドグラブ賞：1回（2000年）
- ワールドシリーズMVP：1回（2005年）
- プレイヤー・オブ・ザ・マンス：1回 （2000年4月）

### 記録
- MLBオールスターゲーム選出：2回（2000年、2006年）

### 背番号
- 24（1996年 - 2001年途中、2001年途中 - 2004年）
- 26（2001年途中 - 同年途中）
- 23（2005年 - 2009年）